# Bartosz Zachara
Bartosz Zachara (ur. 13 stycznia 1986) – polski judoka.
Były zawodnik klubów: UKS Okay Opole (2000), Klub Judo AZS Opole (2001–2005), AZS UW Warszawa (2006–2007) i UKJ Ryś Warszawa (2008–2009). Brązowy medalista mistrzostw Polski seniorów 2006 w kategorii do 66 kg. Ponadto m.in. brązowy medalista młodzieżowych mistrzostw Polski 2007 i wicemistrz Polski juniorów 2003.